# Zenon Mikołajczyk
Zenon Mikołajczyk (ur. 4 czerwca 1933 we wsi Długie, zm. 10 listopada 2024) – polski socjolog, działacz ruchu ludowego, dyplomata. Sekretarz NK Zjednoczonego Stronnictwa Ludowego (1980–1981), konsul generalny RP w Warnie (1994–1998).

## Życiorys
Po ukończeniu szkoły podstawowej Kłodawie i średniej w Poznaniu, podjął studia na Uniwersytecie Warszawskim, uzyskując w 1958 tytuł magistra filozofii. Jako student był w okresie popaździernikowym (1956) współinicjatorem powołania na UW akademickiej organizacji zrzeszającej młodzież wiejską, co doprowadziło do powstania w styczniu 1957 koła Związku Młodzieży Wiejskiej na tej uczelni. Z ramienia ZMW uczestniczył w Krajowej Naradzie Młodzieży Wiejskiej (1957). Pracował jako instruktor w Zarządzie Wojewódzkim ZMW w Warszawie.
Po skończeniu studiów był asystentem w Centralnym Ośrodku Szkoleniowym Zjednoczonego Stronnictwa Ludowego. Następnie pracował w NK ZSL, gdzie zajmował się akademickimi kołami ZSL i współpracą z ZMW. W połowie lat 60. zrezygnował z pracy, nie zgadzając się z polityką kierownictwa ZSL wobec inteligencji i organizacji uczelnianych. Podjął wówczas studia doktoranckie w Polskiej Akademii Nauk, kończąc je otrzymaniem stopnia doktora nauk socjologicznych. Pracował w redakcji miesięcznika „Wieś Współczesna”. Równolegle przez kilka lat kierował Ośrodkiem Dokształcania Kadr ZSL. Następnie jako kierownik Wydziału Prezydialnego zajmował się współpracą międzynarodową ZSL. W latach 1980–1981 był sekretarzem NK ZSL.
Po skończeniu rocznego studium służby zagranicznej został pracownikiem kontraktowym Ministerstwa Spraw Zagranicznych. Pełnił funkcje radcy i kierownika Wydziału Konsularnego Ambasady w Sofii (1983–1987) oraz Konsula Generalnego w Warnie (1994–1998). Dzięki jego wsparciu między innymi w 1984 udało się doprowadzić do zarejestrowania pierwszej oficjalnej ogólnokrajowej organizacji polonijnej w Bułgarii (Polskie Stowarzyszenie Kulturalno-Oświatowe im. Władysława Warneńczyka).
Pochowany na Cmentarzu Bródnowskim w Warszawie.